# Thunder Lotus Games
Thunder Lotus Games — независимая студия разработчиков видеоигр, расположенная в Монреале, Канаде. Основана в 2014 году, компания наиболее известна разработкой игр Jotun (2015), Sundered (2017) и Spiritfarer (2020). Lotus Games на фоне остальных независимых игровых студий отличается тем, что в ней работает группа профессиональных аниматоров, которая создаёт для игр вручную прорисованную анимацию, подражая стилю мультфильмов из 80-х и 90-х годов.

## История
Студию основал Уилл Дюбе, до этого он принимал участие в разработке мобильных игр. Thunder Lotus Games была основана, как попытка дальше разрабатывать мобильные игры, но уже с собственной командой. Его первым проектом должна была стать мобильная игра Jotun, он запустил компанию по сбору средств на Kickstarter. Первоначально студия должна была называться «Lotus Games», но это могло бы вызвать путаницу из-за компании с похожим именем — «Lotus Entertainment». Сбор средств для разработки Jotun превзошёл ожидания, поэтому было решено разработать игру для более традиционных игровых платформ — персональных компьютеров и приставок. После выпуска, игра была куплена более миллиона раз в 2015 году. Финансовый успех подтолкнул команду на разработку следующего проекта — Sundered, игры в жанре метроидвания, вдохновленной Rogue Legacy и Super Metroid. Команде удалось собрать нужные средства на разработку всего за один день.
После выхода Sundered, студия подписала контракт с инвестиционным фондом Kowloon Nights на выпуск своей следующей игры Spiritfarer. Выход сопровождался коммерческим успехом, было продано более 1 миллиона игровых копий. По состоянию на 2019 год, в студии работало 16 человек, 14 из них являются штатными разработчиками, а остальные двое отвечают за публикацию игр.

## Игры
| Год  | Заголовок    | Платформы                                                   | Жанр                                 |
| ---- | ------------ | ----------------------------------------------------------- | ------------------------------------ |
| 2015 | Jotun        | PC, PlayStation 4, Wii U, Xbox One, Nintendo Switch, Stadia | Приключенческий боевик, головоломка  |
| 2017 | Sundered     | ПК, PlayStation 4, Xbox One, Nintendo Switch, Stadia        | Roguelike, метроидвания              |
| 2020 | Spiritfarer  | ПК, PlayStation 4, Xbox One, Nintendo Switch, Stadia        | Симулятор строительства и управления |
| 2025 | 33 Immortals | ПК, Xbox Series X/S                                         | Приключенческий боевик, Roguelike    |